# 東碼頭街球場
東碼頭街球場（英語：East Dock Street），又名豎琴競技球場（英語：Harp Athletic Grounds），是一個位於蘇格蘭丹地的足球場，是丹地豎琴足球會的主場，及在1894/95球季初曾被丹地流浪者短暫使用。

## 歷史
球場在1884至1894年間被丹地豎琴使用為球隊主場，1885年9月12日的蘇格蘭足總盃在這裡上演了35-0屠殺亞伯丁流浪者。在1887、1889、1890、1891及1896年，這球場是福弗爾郡盃的決賽場地，共中1887更可能錄得球場最高入場人次，多達約5,000名觀眾。
1894年新成立的丹地流浪者在蘇格蘭足球聯賽乙組聯賽作賽，他們在季初使用這球場為主場，而非他們的克萊平滕公園球場。他們在這球場的首場比賽是1894年8月25日以2-2打平马瑟韦尔，然後是9月15日以9-0大勝格拉斯哥港競技。最後一場比賽是11月10日以6-0輸給希伯尼安，之後球隊餘下主場賽事搬回克萊平滕公園球場。球場現址為一塊工業用地。